# 聖勞倫斯教堂 (拉德洛)
52°22′6″N 2°43′7″W / 52.36833°N 2.71861°W
聖勞倫斯教堂（St Laurence's Church, Ludlow）是英格蘭城市拉德洛的一座英國國教會的教區教堂。聖勞倫斯教堂是大教堂群的成員之一，也是什羅普郡最大的教區教堂。聖勞倫斯教堂是西米德蘭茲遊客數第13多的景點，每年平均有7萬人參觀。

## 外部連結
- 官方网站